# Мезьер, Никола д’Анжу
Никола д’Анжу (фр. Nicolas d'Anjou; 29 сентября 1518, Сен-Фаржо — после 1568), маркиз де Мезьер, граф де Сен-Фаржо — французский аристократ.

## Биография
Второй сын Рене д’Анжу, барона де Мезьера, и Антуанетты де Шабанн.
Сеньор де Марёй, Вильбуа, Тен, Тюсе, Сенше и Сен-Морис-сюр-Лаверон.
18 сентября 1560 в Пуасси был пожалован в рыцари орденов короля. Был капитаном пятидесяти тяжеловооруженных всадников и губернатором герцогства Ангулемского в отсутствие короля Наваррского (18.02.1568).
В феврале 1541 доставшаяся ему от матери сеньория Сен-Фаржо была возведена Франциском I в ранг графства, а в 1567 году барония Мезьер Карлом IX в ранг маркизата.

## Семья
Жена (контракт 29.09.1541): Габриель де Марёй (ум. 1593), единственная дочь и наследница Ги де Марёя, сеньора де Марёя и Вильбуа, и Катрин де Клермон
Дети:
- Генриетта (умерла ребенком в 1543 году)
- Антуанетта (16.08.1544 - ?)
- Никола (умер 9.02.1545)
- Рене д'Анжу (21.09.1550—1597), графиня де Сен-Фаржо, дама де Марёй и Вильбон. Муж (1566): Франсуа де Бурбон (1542—1592), герцог де Монпансье
- Жанна (умерла 12.12.1553)